# 南長岡駅
南長岡駅（みなみながおかえき）は、新潟県長岡市宮内八丁目にある日本貨物鉄道（JR貨物）信越本線の貨物駅である。長岡市一帯の鉄道貨物輸送の拠点駅で、着発線荷役方式（E&S方式）を導入している。

## 歴史
- 1931年（昭和6年）7月11日：日本国有鉄道の長岡操車場が開設[1]。
- 1966年（昭和41年）1月10日：南長岡駅（貨物駅）開業[1]。小口扱貨物及び小口混載車扱貨物の取扱を開始[1]。
- 1974年（昭和49年）10月1日：小荷物取扱開始（一般駅となる）[1]。
- 1978年（昭和53年）10月1日：小荷物取扱廃止（貨物駅に戻る）[1]。
- 1985年（昭和60年）3月5日：南長岡駅が長岡操車場を統合。
- 1987年（昭和62年）4月1日：国鉄分割民営化により、JR貨物の駅となる[1]。
- 1996年（平成8年）7月1日：移転、着発線荷役方式を導入[2]。
- 1997年（平成9年）3月22日：柏崎駅との間でトラック便運行開始。
- 1998年（平成10年）4月1日：東三条駅との間でトラック便運行開始。
- 2012年（平成24年）3月17日：東三条駅（東三条オフレールステーション）との間のトラック便を廃止。

## 駅構造
| コンテナホーム（着発5番線側） |  | 構内配線図 |
| コンテナホーム（着発5番線側） |  | 構内配線図 |

地上駅である。線路は南北方向に通り、貨物設備は上下本線の西側にある。
着発線は5本あり、下り本線の西側に着発1・2・3・4・5番線の順に並ぶ。着発4番線と着発5番線は、E&S方式に対応した荷役線で、2線に挟まれる形でコンテナホームが1面設置されている。ホームは400メートルほどの長さである。また、ホームの北側で着発5番線の西側にあたる場所には留置線（仕分線）がある。
駅北部に解結線があり、ディーゼルカーによる入換を行っていたが、電化工事が行われ電気機関車で入換を行うようになった。
駅本屋は、コンテナホームの中程から着発5番線を渡った先にある。駅構内の脇にあり、住宅地が近接している。この中には、営業窓口のJR貨物長岡営業所も入っている。
本線の東側には、東日本旅客鉄道（JR東日本）の車両基地である長岡車両センターがある。そのさらに東側を上越新幹線が通過している。

## 取扱う貨物の種類
- コンテナ貨物
  - 12 ftコンテナ、20 ft大型コンテナを取り扱う。
- 産業廃棄物・特別管理産業廃棄物の取扱許可を得ている。
- 柏崎オフレールステーションへの中継駅となっている。
- 車扱貨物として、1998年まで鉱産物、1999年まで金属・機械工業品を取り扱っていた。

## 貨物列車・トラック便
（2015年3月14日現在）
高速貨物列車
下り列車は1日10本停車する。内訳は、着発荷役線で荷役作業を行うものが3本、駅でコンテナ車の解放作業を行うものが5本、コンテナ車の連結作業を行うものが1本、当駅を終着とするものが1本である。行き先は、新潟貨物ターミナル駅（1日7本）、秋田貨物駅（1日1本）、大館駅（1日1本）である。
上り列車は1日10本停車する。内訳は、着発荷役線で荷役作業を行うものが3本、駅でコンテナ車の連結作業を行うものが4本、コンテナ車の解放作業を行うものが1本、コンテナ車の解放作業と連結作業を行うものが2本、当駅始発のものが2本である。列車の行き先は、隅田川駅（1日3本）、東京貨物ターミナル駅・吹田貨物ターミナル駅・大阪貨物ターミナル駅・百済貨物ターミナル駅・広島貨物ターミナル駅・福岡貨物ターミナル駅（1日1本ずつ）など。
トラック便
柏崎オフレールステーションとの間に1日5.5往復（当駅発が5本）設定されている。

## 駅周辺
- 長岡防災シビックコア地区
  - 長岡地方合同庁舎
  - ながおか市民防災センター
  - 長岡市消防本部
  - メディアぷらっと
    - 新潟日報社 長岡支社
    - 新潟放送 長岡支社
- 長岡市立 南中学校
- 長岡市役所 幸町庁舎・幸町分室（さいわいプラザ）
- 長岡市立劇場
- 国道352号（旧国道17号）

## その他
周辺は住宅地で、宮内駅 - 長岡駅間は約3kmと距離があることから、地元住民から「旅客駅として整備して欲しい」という意見がしばしば寄せられているものの、実現に前向きな動きはない。なお、南長岡駅付近には路線バスの停留所が設置されている。

## 隣の駅
東日本旅客鉄道（JR東日本）
信越本線
宮内駅 - 南長岡駅 - 長岡駅